# Carlia babarensis
Carlia babarensis es una especie de escincomorfos de la familia Scincidae.

## Distribución geográfica
Es endémica de las islas Babar y de las islas Tanimbar (Indonesia).